# سنور حرابي الأسنان
سنور حرابي الأسنان (الاسم العلمي: Homotherium) هو جنس منقرض من سنوريات ذات الأسنان السيفية ، التي تسمى غالبًا ذات الأسنان الحرابية ، والتي كانت مأهولة في أمريكا الشمالية وأمريكا الجنوبية وأوراسيا وإفريقيا خلال عصر البليوسين والبليستوسين ( من 4 ملايين إلى 12000 سنة) ، موجودة منذ حوالي 4 ملايين سنة.
لقد انقرضت في إفريقيا منذ حوالي 1.5 مليون سنة.  أحدث البقايا الأوراسية، التي تم استرجاعها مما يُعرف الآن باسم بحر الشمال، تعود إلى حوالي 28000 عام مضت.  في أمريكا الجنوبية، لا يُعرف عنها سوى القليل من البقايا في المنطقة الشمالية (فنزويلا) ، ومن منتصف العصر البليستوسين.